# Somerset
Somerset [ˈsʌmərsɛt] (historisch auch Somersetshire) ist eine traditionelle und zeremonielle Grafschaft im Südwesten Englands. Durch die Verwaltungsreform am 1. April 2023 wurden die vier Distrikte Mendip, Sedgemoor, Somerset West and Taunton und South Somerset sowie die Verwaltungsgrafschaft Somerset abgeschafft. Die Kompetenzen der Districts und der Verwaltungsgrafschaft wurden in der Unitary Authority Somerset vereinigt. Daneben bestehen die Unitary Authoritys Bath and North East Somerset und North Somerset fort.

## Geographie
Somerset grenzt im Nordosten an Gloucestershire, im Osten an Wiltshire, im Südosten an Dorset und im Südwesten an Devon. Im Norden stellt die Küste des Bristolkanals den größten Teil der Grenze dar. In der Grafschaft liegen zwei „Cities“ (mit Dom), Bath und Wells, letztere eine der kleinsten Englands. Weitere wichtige Orte sind Bridgwater, Glastonbury und Yeovil. Glastonbury ist für sein Open-Air-Rockfestival, das Glastonbury Festival, bekannt.
Die Landschaft ist überwiegend reizvoll und relativ unberührt. In der Nähe der Stadt Cheddar liegt die Cheddar-Schlucht, die größte Schlucht Großbritanniens. Es gibt zahlreiche Apfel-Plantagen, weshalb Somerset heutzutage mehr als jede andere Region mit der Produktion eines starken Cider in Verbindung gebracht wird.
Zu den Touristenattraktionen gehören die Küstenorte, der Exmoor-Nationalpark, die West Somerset Railway (eine Museumseisenbahn) und das Marineflieger-Museum auf dem Stützpunkt Yeovilton. Die Garten- und Parkanlagen der Region sind in das European Garden Heritage Network eingebunden. Viele historische Gebäude sind mit dem charakteristischen honiggelben Bath Stone gebaut oder verkleidet.

## Geschichte
Die Höhlen von Mendip Hills wurden bereits während der Altsteinzeit besiedelt und verfügen heute über weitläufige Ausgrabungsstätten, wie die in Cheddar Gorge. Menschliche Knochenfunde aus der Gough’s Cave wurden auf das Jahr 12.000 v. Chr. datiert. Das dort gefundene und als Cheddar Man bekannte vollständig erhaltene Skelett ist rund 10.000 Jahre alt. In die Bronzezeit wurde das Massaker von Charterhouse Warren datiert. Ferner wurden Höhlenmalereien, z. B. in der Aveline’s Hole, gefunden. Einige der Höhlen wurden bis in die heutige Zeit benutzt (z. B. das Wookey Hole).
Die Somerset Levels (ein ausgedehntes Moorgebiet), insbesondere die trockenen Teilgebiete wie Glastonbury und Brent Knoll, haben eine lange Besiedelungsgeschichte und sind bekannt für die Besiedelung durch mittelsteinzeitliche Jäger. In den Jahren 3807 v. Chr. oder 3806 v. Chr. entstand der Sweet Track, ein neolithischer Holzsteg. Er war ursprünglich Teil eines Netzwerks von trockenen Wegen über sumpfigen Boden.
Das exakte Alter des Henge Monuments bei den Steinkreisen von Stanton Drew ist nicht bekannt, wird aber auf die Jungsteinzeit geschätzt. In der Gegend gibt es weiters zahlreiche Befestigungsanlagen aus der Eisenzeit, wie z. B. Cadbury Castle und Ham Hill, die im frühen Mittelalter wieder genutzt wurden.
Unter dem Befehle des späteren Kaisers Vespasian fiel die Zweite Legion Augusta (Legio II Augusta) im Jahre 47 von Südosten in Somerset ein. Das Land blieb bis ins Jahr 409 Teil des Römischen Imperiums.
Die römischen Bäder von Bath, die römische Villa von Low Ham und der römische Tempel von Pagans Hill in Chew Stoke sind einige der Hinterlassenschaften der Römer in Somerset.
Nachdem die Römer Britannien verlassen hatten, fielen die Angelsachsen in Somerset ein und hatten bis zum Jahr 600 nahezu ganz England unter ihre Herrschaft gebracht – mit Ausnahme von Somerset, das in den Händen der einheimischen Briten blieb. Im frühen 8. Jahrhundert konnte der angelsächsische König Ine von Wessex Somerset seinem Reich einverleiben.
Der sächsische königliche Palast in Cheddar wurde im 10. Jahrhundert mehrfach zur Abhaltung des Witenagemot, einer Ratsversammlung, in Anspruch genommen.
Nach der normannischen Eroberung Englands wurde das Land in 700 Lehen aufgeteilt, von denen viele in den Händen der Krone blieben (z. B. Dunster Castle).
Somerset hat mit dem 1610 eröffneten Gefängnis von Shepton Mallet Englands ältestes Gefängnis, welches noch im Gebrauch ist.
Im englischen Bürgerkrieg stand Somerset weitestgehend auf Seiten der Roundheads (Anhänger des Parlaments und Gegner des Königs).
Die Monmouth Rebellion von 1685 wurde in Somerset und dem benachbarten Dorset entschieden. Die Rebellen landeten bei Lyme Regis, marschierten nordwärts, in der Hoffnung, Bristol und Bath einzunehmen, wurden aber in der Schlacht von Sedgemoor bei Westonzoyland geschlagen.
Arthur Wellesleys Titel eines Herzogs von Wellington ist auf die Stadt Wellington in Somerset zurückzuführen; ihm zu Ehren wurden auf einem nahe der Stadt gelegenen Hügel ein Obelisk, Wellington Monument genannt, errichtet.
Die industrielle Revolution läutete das Ende für den größten Teil der Produktion von Gütern in Heimarbeit in den Midlands und den nördlichen Teil Englands ein. Die landwirtschaftliche Produktion blühte allerdings weiterhin und 1777 wurde die „Bath and West of England Society for the Encouragement of Agriculture, Arts, Manufactures and Commerce“ (Bath und Westengland Gesellschaft zur Förderung der Landwirtschaft, Künste, Manufaktur und des Handels) mit dem Ziel der Verbesserung landwirtschaftlicher Methoden gegründet. Der Abbau von Kohle im Norden Somersets war im 18. und 19. Jahrhundert einer der wichtigsten Industriezweige für die Grafschaft. Das Somerset Coalfield erreichte den Höchststand der Produktion in den 1920er Jahren; der Abbau wurde dann im Jahre 1973 endgültig eingestellt. Mit Ausnahme des Aufzugrades im Außenbereich des Radstock Museums gibt es nur noch wenige bauliche Zeugen des Kohleabbaus in der Region. Weiter im Westen wurde in den Brendon Hills im 19. Jahrhundert Eisen abgebaut.
Im Ersten Weltkrieg erlitt die Somerset Light Infantry Verluste von 5000 Mann, zu deren und dem Gedenken anderer Soldaten aus Somerset wurden Kriegsdenkmäler in nahezu allen Städten und Dörfern Somersets errichtet. Während des Zweiten Weltkrieges war die Grafschaft die Basis der Truppen zur Vorbereitung der Invasion in der Normandie.
Die natürliche nördliche Grenze der Grafschaft war der Fluss Avon; sie wanderte jedoch wegen der Ausdehnung der Stadt Bristol nach und nach südwärts. 1974 wurde ein großer Teil des nördlichen Somerset der Grafschaft County of Avon zugeteilt. Nach deren Auflösung 1996 kehrten North Somerset und Bath and North East Somerset aus zeremoniellen Gründen zur Grafschaft Somerset zurück; sie sind jedoch als Unitary Authorities unabhängig.
Im März 2013 erteilte der britische Energieminister Edward Davey die Baugenehmigung für den Bau zweier neuer Reaktoren im Kernkraftwerk Hinkley Point. Der Projektbetreiber, das französische Unternehmen EdF, habe noch nicht entschieden, ob er wirklich bauen wolle.
Somerset war bis zum 1. April 2023 ein Non-Metropolitan County, das in die Distrikte Mendip, Sedgemoor, Somerset West and Taunton und South Somerset unterteilt war.

## Städte und Dörfer
- Abbas Combe, Adsborough, Alhampton, Allerford, Alford, Angersleigh, Ansford, Appley, Ash, Ash Priors, Ashbrittle, Ashcott, Ashill, Ashington, Ashwick, Athelney, Axbridge
- Bath, Bathford, Bathampton, Bishops Lydeard, Blue Anchor, Brent Knoll, Bridgwater, Broomfield, Burnham-on-Sea, Burrow Bridge
- Carhampton, Castle Cary, Chard, Cheddar, Chinnock, Compton Dundon, Crewkerne, Crowcombe
- Dean, Doniford, Drayton, Dulverton, Dunster
- Easton
- Freshford, Frome, Fulford
- Glastonbury
- Henley, Highbridge, Horton
- Ilchester, Ilminster
- Kingsbridge, Kingston St. Mary
- Laverton, Long Sutton, Luxborough
- Maperton, Marston Magna, Maundown, Meare, Mells, Merriott, Midsomer Norton, Milborne Port, Milverton, Minehead, Montacute
- Nether Stowey, North Petherton
- Oare
- Paulton, Pensford, Porlock, Portishead
- Queen Charlton
- Radstock, Roadwater
- Selworthy, Shepton Mallet, Shipham, Somerton, South Cadbury, Street, Swainswick
- Taunton, Timberscombe, Timsbury, Trull, Tyntesfield
- Washford, Watchet, Wellington, Wellow, Wells, West Chinnock, West Cocker, Weston-super-Mare, Westonzoyland, Williton, Wincanton, Winscombe, Winsford, Winsham, Withypool, Wiveliscombe, Wootton Courtenay, Wraxall, Wrington
- Yeovil

## Sehenswürdigkeiten
- Ashton Windmill
- Aveline’s Hole
- Barrington Court
- Bath Abbey
- Blenheims Gardens, Minehead
- Bristol Channel
- Cadbury Castle, Camelot
- Cheddar Gorge
- Cleeve Abbey
- Clevedon Pier

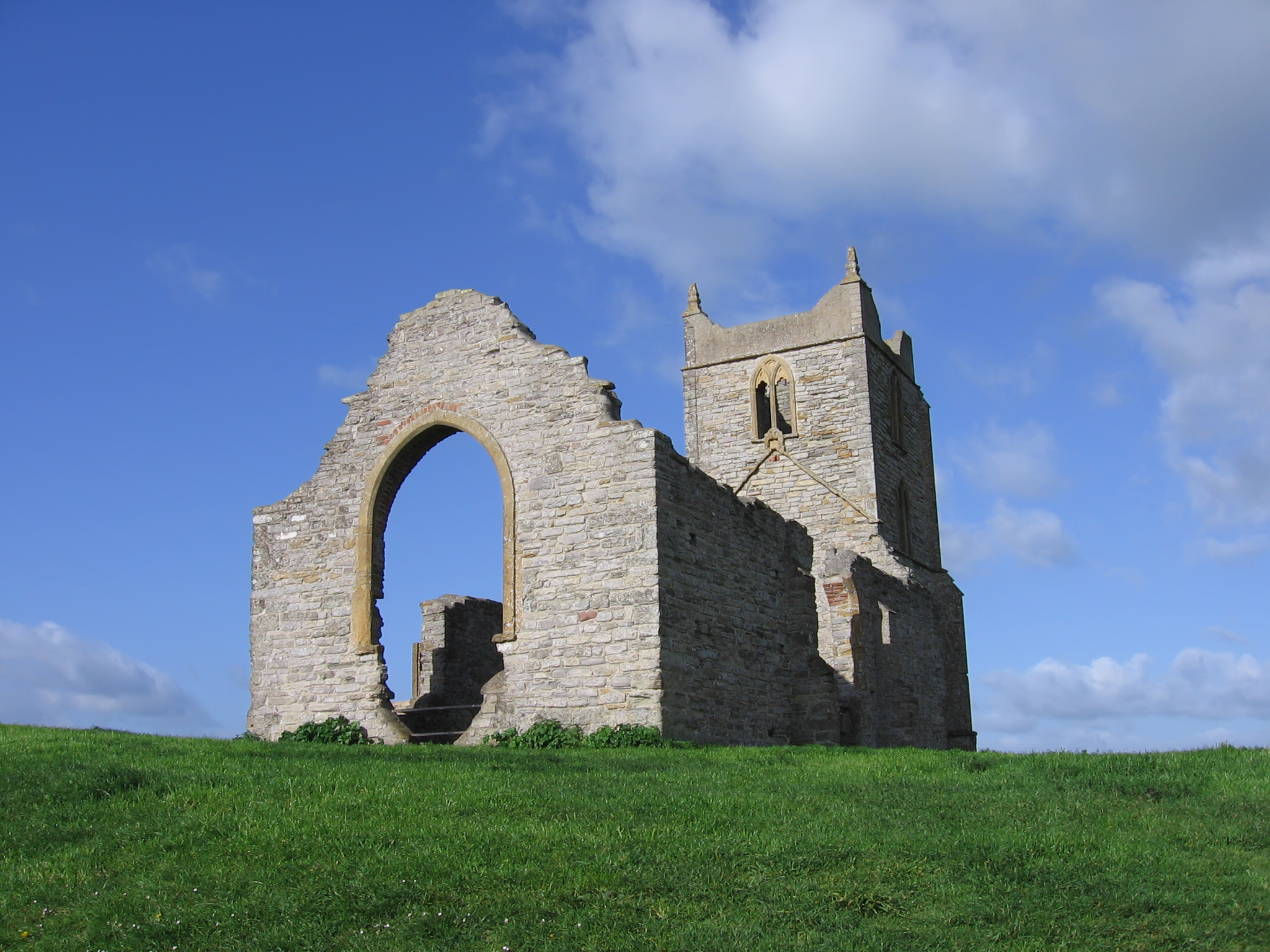
Ruine der St. Michael’s Kirche bei der Anhöhe von Burrow Mump in der Ortschaft Burrowbridge

- Clifton Suspension Bridge, Isambard Kingdom Brunels Brücke über die Avon-Schlucht, zwischen Somerset und Bristol
- Cothay Manor
- Cranmore Tower
- Culverhay Castle
- Downside Abbey, Benediktinerabtei mit neugotischer Basilika
- Dovery Manor
- Dunster Castle
- Exmoor-Nationalpark
- Glastonbury Abbey
- Glastonbury Tor
- Grand Pier, Weston-super-Mare
- Ham Hill
- Hestercombe Gardens
- Kennet-und-Avon-Kanal
- Mendip Hills
- Montacute Castle
- Montacute House
- Nunnery Castle
- Priddy Circles
- River Avon
- Roman Baths, die römischen Bäder von Bath
- Sham Castle
- Somerset and Dorset Joint Railway
- St. Andrew’s Cathedral in Wells
- Stogursey Castle
- Stowey Castle
- Tarr Steps
- Taunton Stop Line – Verteidigungslinie im Zweiten Weltkrieg
- Tyntesfield House
- Vicars Close, älteste durchgängig bewohnte Straße Europas (14. Jahrhundert)
- Walton Castle
- West Somerset Railway – Museumseisenbahn

## Sport
Das Rennteam der Somerset Rebels startet in der britischen Speedway Premier League.

## Kulinarische Spezialitäten
- Bath Bun, mit Safran gefärbtes und mit Zucker bestreutes Brötchen
- Bath Chaps, gesalzenes und geräuchertes Schweinefleisch
- Cheddar (Käse)
- Cider
- Exmoor Blue Cheese, Blauschimmelkäse
- Sally Lunn Cake

## Persönlichkeiten
- Boardman Robinson (1876–1952), kanadisch-amerikanischer Zeichner, Karikaturist und Maler
- Rebecca Pow (* 1960), Politikerin
- Christopher Tambling (1964–2015), wirkte 1997–2015 an der Downside Abbey in Somerset